# Harry Gregersen
Einer Harry Gregersen (7. juli 1901 - 3. september 1970) var en dansk roer fra Holbæk. Han var medlem af Københavns Roklub i Sydhavnen.
Gregersen deltog i otter ved OL 1928 i Amsterdam, første gang Danmark stillede op i roning ved OL. Han var styrmand i båden, der blev roet af Svend Aage Grønvold, Ernst Friborg Jensen, Knud Olsen, Georg Sjøht, Bernhardt Møller Sørensen, Sigfred Sørensen, Carl Schmidt og Willy Sørensen. Danskerne blev i 1. runde besejret med 5,8 sekunder af de senere bronzevindere fra Canada, inden de roede et opsamlingsheat uden andre deltagere. I 2. runde tabte danskerne med hele 13,4 sekunder til de senere guldvindere fra USA og var dermed ude af konkurrencen.
Otte år senere, ved OL 1936 i Berlin, var Gregersen igen med i otteren, denne gang sammen med Remond Larsen, Olaf Klitgaard Poulsen, Poul Byrge Poulsen, Keld Karise, Bjørner Drøger, Carl Berner, Emil Boje Jensen og Knud Olsen. Båden roede kun et enkelt heat, hvor de sluttede på sidstepladsen efter Schweiz, Tyskland og Jugoslavien.
Gregersen vandt desuden en EM-bronzemedalje i otter ved EM 1930 i Liège, Belgien og en sølvmedalje i samme disciplin ved EM 1934 i Luzern.